# Luis Smija
Luis Smija (geb. 1995 in Stuttgart) ist ein deutscher Laiendarsteller.

## Leben
Luis Smija wuchs im Stuttgarter Vorort Feuerbach auf. In der Fernsehserie Köln 50667 spielte er von 2015 (Folge 562) bis 2016 (Folge 927) die Rolle des Paul Kleeberg. Er gehörte zum Hauptcast der Darsteller.
In der 5. Staffel der Scripted-Reality-Soap Krass Schule – Die jungen Lehrer verkörperte er in der Gruppe der Erwachsenendarsteller von 2019 bis 2020 den Hausmeistergehilfen Timo Arnold.
Smija spielt American Football auf der Position des „Defensive Back“.

## Filmografie
- 2015–2016: Köln 50667 (Fernsehserie)
- 2019–2020: Krass Schule – Die jungen Lehrer (Fernsehserie)
- 2022: Date or Drop (RTL-Datingshow)